# Союз за народное движение
Сою́з за наро́дное движе́ние (фр. Union pour un mouvement populaire, UMP) или с той же аббревиатурой Союз за президентское большинство (фр. Union pour la majorité présidentielle) — правоцентристская либерально-консервативная политическая партия во Франции. На момент её преобразования в партию «Республиканцы» в 2015 году СНД была крупнейшей французской оппозиционной партией. Партия являлась членом Центристского демократического интернационала, Международного демократического союза и Европейской народной партии.
Как политическое образование французских правоцентристских партий Союз за президентское большинство был сформирован в апреле 2002 года вокруг фигуры президента Франции Жака Ширака, баллотировавшегося на второй срок. Сразу после президентских выборов были проведены парламентские, которые блок выиграл. 17 ноября 2002 года на его основе была создана партия Союз за народное движение, объединившая Объединение в поддержку республики и Либеральную демократию. Партия победила на президентских и парламентских выборах 2007 года, но потерпела поражение как на президентских, так и на парламентских выборах в 2012 году.

## История партии

### Возникновение и первые годы
Союз за народное движение возник в 2002 году в ходе французских президентских выборов в поддержку Жака Ширака, является правопреемником голлистского «Объединения в поддержку республики». В состав партии также вошла «Либеральная демократия». В 2002 году Ширак был переизбран на второй срок, получив во втором туре 82,21 % голосов, в том же году Союз получил большинство мест в Национальном собрании. Таким образом консерваторы смогли сформировать правительство под руководством Жана-Пьера Раффарена. В 2004 году партия проиграла выборы в Европарламент и региональные выборы 2004 года, но одержала победу на выборах в сенат.

### Новейшая история партии
14 января 2007 года общенациональный съезд партии 98,09 % голосов утвердил Николя Саркози в качестве кандидата на президентских выборах 2007 года. За несколько дней до съезда СНД о своей поддержке кандидатуры Саркози публично заявили Ален Жюппе и Мишель Аллио-Мари. Бывший премьер-министр, Жан-Пьер Раффарен, выступил на съезде с однозначной поддержкой Саркози. Подавляющее большинство министров французского правительства также полностью приняли сторону Саркози — в том числе Ксавье Бертран, Тьерри Бретон, Жан-Франсуа Копе и Филипп Дуст-Блази. Выдвижение Саркози стало исходом ожесточённой внутрипартийной борьбы между «кланами» президента страны Жака Ширака и самого Саркози. Доминик де Вильпен поддержал Саркози лишь после его выдвижения, в марте.
Николя Саркози набрал 31,18 % голосов в первом туре выборов и 53,06 % во втором. 16 мая он вступил в должность президента Франции. После президентских выборах были проведены выборы в Национальное собрание, на которых правые получили большинство мест. Премьер-министром стал член СНД Франсуа Фийон. Правительство нового президента провело непопулярные реформы, что привело к поражению Союза за народное движения на региональных (на которых левые победили в 23 из 24 регионов континентальной Франции), сенатских, президентских (на которых Николя Саркози получил 27,18 % голосов в первом туре и 48,36 % во втором) и парламентских выборах (СНД получил 27,12 % голосов в первом и 37,95 % во втором туре).
В ноябре 2012 года состоялись скандальные выборы лидера партии, когда о своей победе заявили одновременно Франсуа Фийон и Жан-Франсуа Копе, последний по итогам тщательного пересчёта голов официально стал лидером партии.
В 2013 году из-за выявленных нарушений в ходе президентской кампании партия лишилась государственной компенсации в размере около 10 млн евро, а в 2014 году вскрылись финансовые махинации в ходе тех же президентских выборов и разразился новый скандал, в результате которого Жан-Франсуа Копе подал в отставку. После этого совместное руководство партией, с долгами около 70 млн евро, осуществляли три экс-премьера Франции: Ален Жюппе, Жан-Пьер Раффарен и Франсуа Фийон.
В ноябре 2014 года председателем партии был избран Николя Саркози, который намервался полностью перестроить партию.
30 мая 2015 года партия изменила устав и сменила название на «Республиканцы».

## Программа
Политические и экономические приоритеты СНД — активная внешняя политика, консерватизм, стимулирование развития регионов, евроинтеграция.

## Организационная структура
Союз за народное движение состоит из федераций по одной на департамент, федерации из секций по одной на общину.
Высший орган — съезд (le congrès), между съездами — Национальный совет (le conseil national), исполнительный орган — политическое бюро (le bureau politique), высшее должностное лицо — председатель (Président), прочие должностные лица — заместитель председателя (Vice-président), генеральный секретарь (Secrétaires généraux), национальный казначей (Trésorier national).
Высшие органы федераций — департаментальный комитет (Comité départemental), высшее должностное лицо федерации — председатель департаментального комитета (Président du Comité départemental), прочие должностные лица — департаментальный секретарь (Secrétaire départemental), департаментальный казначей (Trésorier départemental).
Высшие органы секций — общее собрание, между общими собраниями — комитет секций (Comité de section), высшее должностное лицо секции — делегат секции (Délégué de section).
Молодёжная организация — «Народная молодёжь» (Jeunes Populaires), объединяющая всех членов Союза за народное движение от 16 до 30 лет. «Народная молодёжь» состоит из департаментальных команд (equipes départementales), которые возглавляются с департаментальным начальником (responsable départemental), назначаемым Национальным бюро. Высший орган — Национальный совет (Conseil National), избираемый членами «Народной молодёжи», исполнительный орган — Национальное бюро (Bureau National).

## Руководство
Президенты партии:
- Ален Жюппе (2002 — июль 2004)
- Жан-Клод Годен (июль 2004 — ноябрь 2004, временно)
- Николя Саркози (ноябрь 2004 — май 2007)
- Жан-Клод Годен (май 2007 — июль 2007, временно)

Генеральные секретари:
- Пьер Меэньри (июль 2007 — сентябрь 2007)
- Патрик Деведжян (сентябрь 2007 — 2008)
- Ксавье Бертран (2008 — 2010)
- Жан-Франсуа Копе[17] (с 2010)

Первый вице-президент Национального Совета — Жан-Пьер Раффарен.
Вице-президенты Национального Совета — Брис Ортефё, Мишель Аллио-Мари, Пьер Меэньри.
Президент группы в Сенате — Жан-Клод Годен.
Президент в Национальном собрании — Кристиан Жакоб.
Председатель фракции в Европейском парламенте — Жозеф Доль.

## Основные течения в партии
- Либерал-консерваторы — сторонники Николя Саркози. Они выступают за жесткую систему управления в сочетании с либеральной экономической политикой. Сотрудничают с Движением инициативы и свободы.
- Неоголлисты — сторонники Жака Ширака (Доминик де Вильпен, Ален Жюппе, Жан-Луи Дебре).
- Либералы (Эрве Новелли[фр.], Патрик Деведжян, Пьер Меэньри). Они отрицательно относятся к эгалитаризму и дирижизму, поддерживая глобализацию и либерализацию. Считают, что экономика должна носить более открытый характер.
- Экологисты — Натали Костюшко-Моризе. Выступают за устойчивое развитие общества и защищают традиционные ценности экологического движения.

## Результаты выборов

### Президентские выборы
| Год  | Кандидат       | 1-й тур    | 1-й тур | 2-й тур    | 2-й тур | Итог      |
| Год  | Кандидат       | Голоса     | %       | Голоса     | %       | Итог      |
| ---- | -------------- | ---------- | ------- | ---------- | ------- | --------- |
| 2002 | Жак Ширак      | 5 665 855  | 19,88   | 25 537 956 | 82,21   | Победа    |
| 2007 | Николя Саркози | 11 448 663 | 31,18   | 18 983 138 | 53,06   | Победа    |
| 2012 | Николя Саркози | 9 753 629  | 27,18   | 16 860 685 | 48,36   | Поражение |

### Парламентские выборы
| Год  | Лидер             | 1-й тур    | 1-й тур | 2-й тур    | 2-й тур | Мандаты    | Место | Итог      |
| Год  | Лидер             | Голоса     | %       | Голоса     | %       | Мандаты    | Место | Итог      |
| ---- | ----------------- | ---------- | ------- | ---------- | ------- | ---------- | ----- | --------- |
| 2002 | Жан-Пьер Раффарен | 8 408 023  | 33,30   | 10 026 669 | 47,26   | 357 из 577 | 1-е   | Правящая  |
| 2007 | Франсуа Фийон     | 10 289 737 | 39,54   | 9 460 710  | 46,36   | 313 из 577 | 1-е   | Правящая  |
| 2012 | Жан-Франсуа Копе  | 7 037 268  | 27,12   | 8 740 625  | 34,49   | 194 из 577 | 2-е   | Оппозиция |

### Европейские выборы
| Год  | Лидер             | Голоса    | %     | Мандаты  | Место |
| ---- | ----------------- | --------- | ----- | -------- | ----- |
| 2004 | Жан-Пьер Раффарен | 2 856 368 | 16,64 | 17 из 74 | 2-е   |
| 2009 | Ксавье Бертран    | 4 799 908 | 27,88 | 29 из 74 | 1-е   |
| 2014 | Жан-Франсуа Копе  | 3 942 766 | 20,80 | 20 из 74 | 2-е   |